# Gäddskallarna
Gäddskallarna är skär i Åland (Finland). De ligger i den norra delen av landskapet, 40 km norr om huvudstaden Mariehamn.
Terrängen runt Gäddskallarna är platt. Havet är nära Gäddskallarna åt nordost. Runt Gäddskallarna är det glesbefolkat, med 12 invånare per kvadratkilometer.. Närmaste större samhälle är Finström, 18,8 km söder om Gäddskallarna. 
I omgivningarna runt Gäddskallarna växer i huvudsak barrskog.